# 67 (liczba)
67 (sześćdziesiąt siedem) – liczba naturalna następująca po 66 i poprzedzająca 68.

## W matematyce
- 67 jest dziewiętnastą liczbą pierwszą[1]
- 67 jest liczbą pierwszą Pillaia[2]
- 67 jest liczbą Heegnera[3]
- 67 jest liczbą szczęśliwą[4]
- 67 jest liczbą bezkwadratową[5]
- 67 jest sumą pięciu kolejnych liczb pierwszych (7 + 11 + 13 + 17 + 19)
- 67 jest palindromem liczbowym, czyli może być czytana w obu kierunkach, w pozycyjnym systemie liczbowym o bazie 5 (232) oraz bazie 6 (151)
- 67 należy do jednej trójki pitagorejskiej (67, 2244, 2245).

## W nauce
- liczba atomowa holmu
- obiekt na niebie Messier 67
- galaktyka NGC 67
- planetoida (67) Asia
- kometa krótkookresowa 67P/Czuriumow-Gierasimienko

## W kalendarzu
67. dniem w roku jest 8 marca (w latach przestępnych jest to 7 marca). Zobacz też co wydarzyło się w roku 67, oraz w roku 67 p.n.e.